# Omšenie
Omšenie (bis 1927 slowakisch „Omšená“ oder „Omšené“ – älter auch „Mšenné“; ungarisch Nagysziklás –  bis 1907 Misén) ist eine Gemeinde im Nordwesten der Slowakei mit 1816 Einwohnern (Stand 31. Dezember 2024) und gehört zum Okres Trenčín, einem Teil des Trenčiansky kraj.

## Geographie

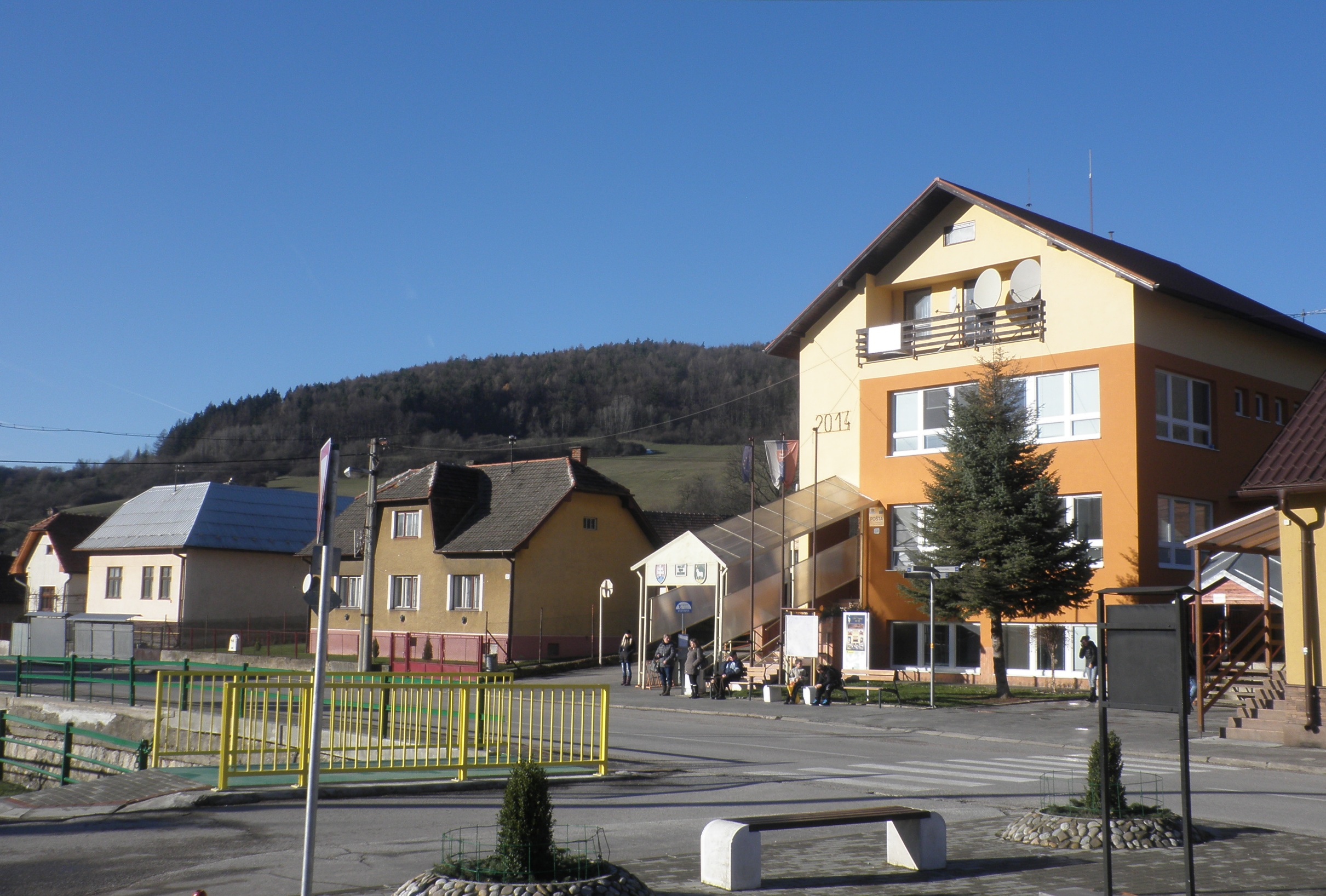

Die Gemeinde befindet sich im Südwestteil des Gebirges Strážovské vrchy im Tal des Baches Teplička. Zwischen Omšenie und Trenčianske Teplice erstreckt sich ein Stausee. Das Ortszentrum liegt auf einer Höhe von 333 m n.m. und ist fünf Kilometer von Trenčianske Teplice sowie 18 Kilometer von Trenčín gelegen.

## Geschichte
Omšenie wurde zum ersten Mal 1332 als Missen schriftlich erwähnt. Anfangs gehörte das umliegende Land direkt zum ungarischen König, ehe Ludwig der Große zu Beginn des 14. Jahrhunderts es dem Geschlecht Baraczkay schenkte. Teile des Gemeindegebiets gehörten nach Pfandrecht zu Podmaniczky und anderen. Die Hauptbeschäftigung der Einwohner war Schafzucht, noch heute im Gemeindewappen erkennbar.

## Bevölkerung
| Jahr                | 1994 | 2004    | 2014    | 2024    |
| ------------------- | ---- | ------- | ------- | ------- |
| Anzahl der Personen | 1928 | 1957    | 1996    | 1816    |
| Unterschied         |      | +1,50 % | +1,99 % | −9,01 % |

| Jahr                | 2023 | 2024    |
| ------------------- | ---- | ------- |
| Anzahl der Personen | 1836 | 1816    |
| Unterschied         |      | −1,08 % |

Ergebnisse der Volkszählung 2001 (1958 Einwohner):
| Nach Ethnie: - 98,98 % Slowaken - 0,36 % Tschechen - 0,05 % Magyaren - 0,05 % Polen | Nach Religion: - 93,05 % römisch-katholisch - 3,63 % konfessionslos - 2,60 % keine Angabe - 0,26 % evangelisch - 0,20 % griechisch-katholisch |

## Bauwerke
- Römisch-katholische Kirche Geburt Mariä aus dem 13. Jahrhundert

## Persönlichkeiten
- Daniel Krman (1663–1740), barocker Schriftsteller